# Seznam občanů oceněných městem Třebíč

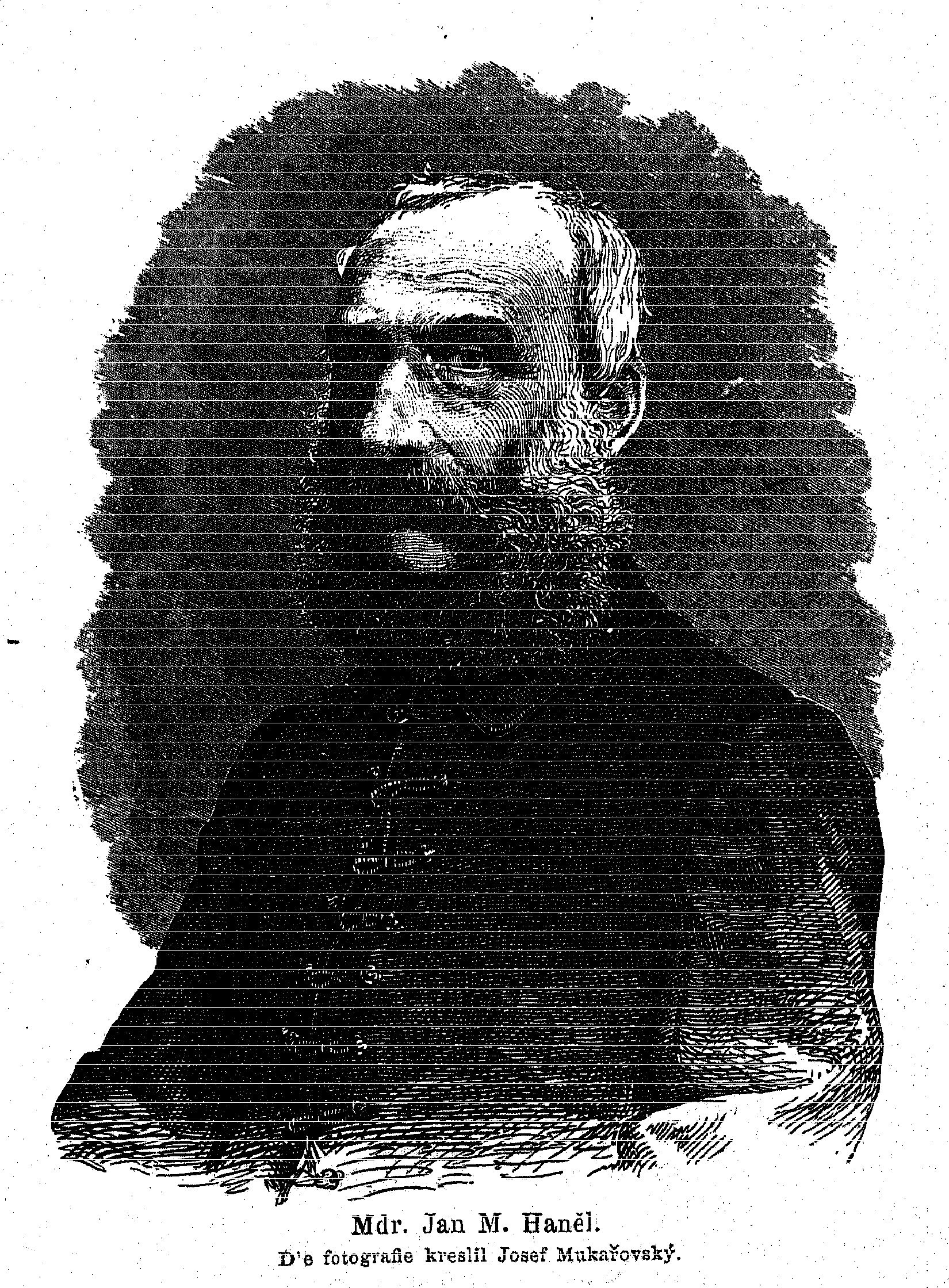
Jan Miloslav Haněl

V tomto seznamu jsou vypsání čestní občané města Třebíče, držitelé Ceny města Třebíče, držitelé Slavnostní plakety k výročí založení třebíčského kláštera 1101–2001 a držitelé Ocenění za přínos k zapsání třebíčských památek na seznam UNESCO.
Diplom čestného občanství po druhé světové válce byl ručně kreslený třebíčským betlémářem Bohumilem Jurdou. Plochy s textem byly podmalovány motivem lipového listu, dále pak byly na diplomu velký státní znak, český lev, moravská i slezská orlice, slovenský znam a také kresby Malovaného domu a třebíčského zámku. V lednu roku 2020 bylo oznámeno, že zastupitelé za pirátskou stranu navrhnou udělení čestného občanství města Třebíče Vladimíru Krajinovi.

## Čestní občané města Třebíče
- prof. Adolf Kubeš (1845–1908), čestným občanem od roku 1875, autor dějin města
- MUDr. Jan Miloslav Haněl (1808–1883), čestným občanem od 14. dubna 1884,[5] lékař, zasloužil se o vítězství Čechů na radnici
- P. Jan Janoušek, čestným občanem od roku 14. dubna 1884[5]
- JUDr. Antonín rytíř Mezník (1831–1907), čestným občanem od 14. dubna 1884,[5] právník, politik, zemský a říšský poslanec
- Jan Jelínek, školní inspektor, čestným občanem od roku 1895
- Jan Evangelista Špirk, duchovní, čestným občanem by měl být od roku 1895[6]
- PhDr. Jan Reichert (1839–1912), čestným občanem od roku 1889, učitel a ředitel třebíčského gymnázia
- Dr. František Alois rytíř Šrom (1825–1899), čestným občanem od roku 1890, politik, zemský a říšský poslanec, člen Panské sněmovny
- Jan František Kubeš (1842–1925), čestným občanem od roku 1897, starosta města
- Jakub Lorenz (1848–1922), čestným občanem od roku 1909, vinárník (Lorenzova vinárna v Třebíči), městský radní
- Vilém Nikodém (1852–1930), čestným občanem od roku 1916, archivář
- Alois Jirásek (1851–1930), čestným občanem od 29. května 1918, prozaik, dramatik, spisovatel
- Tomáš Garrigue Masaryk (1850–1937), čestným občanem od 2. listopadu 1918, prezident ČSR
- JUDr. Karel Přerovský (1861–1950), advokát, starosta města
- Jan Černý (1874–1959), čestným občanem od roku 1934, zemský prezident Moravy, předseda úřednických vlád ČSR, ministr vnitra
- Dr. Edvard Beneš (1884–1948), čestným občanem od 11. ledna 1935, zrušeno 15. května 1939, znovuobnoveno 18. prosince 1945, profesor Univerzity Karlovy, prezident ČSR
- Jan Jílek (1864–1941), čestným občanem od roku 1935, zemský poslanec a senátor Národního shromáždění
- Dr. H. C. František Staněk (1867–1936), čestným občanem od roku 1935, předseda Poslanecké sněmovny Národního shromáždění ČSR, ministr veřejných prací, ministr pošt a telegrafů, ministr zemědělství
- Armádní generál Jan Syrový (1888–1970), čestným občanem od roku 1937, ruský legionář, ministr národní obrany, předseda úřednické vlády
- Augustin Kliment (1889–1953), čestným občanem od 4. února 1938, komunistický politik a odborář
- Dr. František Soukup, čestným občanem od 4. února 1938
- Václav Klofáč, čestným občanem od 4. února 1938
- Dr. Josef Dolanský, čestným občanem 4. února 1938
- prof. František Loubal, čestným občanem od 11. září 1945, předseda Moravskoslezského zemského národního výboru
- Joža David (1884–1968), čestným občanem od 18. prosince 1945, předseda Prozatímního národního shromáždění
- Zdeněk Fierlinger (1891–1976), čestným občanem od 18. prosince 1945, předseda vlády ČSR
- Msgre. Jan Šrámek (1870–1956), čestným občanem od 19. prosince 1945, náměstek předsedy vlády
- Generál Ludvík Svoboda (1895–1979), čestným občanem od 19. prosince 1945, ministr národní obrany
- Bohumil Laušman (1903–1963), čestným občanem od 19. prosince 1945, ministr průmyslu
- plk. František Fanta (1891–1977), čestným občanem od 30. května 1947, armádní generál
- Josef Vaněk (1887–1944), čestným občanem in memoriam od 30. května 1947, starosta a poslanec
- Emil Zátopek (1922–2000), čestným občanem od 20. srpna 1949, mistr světa v běhu na 10.000m, olympijský vítěz
- Sergej Nikolajevič Beljajev (1903–1976), čestným občanem od roku 1961, náčelník ukrajinské armády
- Josef Bublan (* 1928), čestným občanem od 19. září 1998, skautský činovník
- PhDr. Otmar Urban, čestným občanem od 17. května 2001, spisovatel, historik, hudebník, dirigent
- prof. PhDr. Vladimír Bouzek, čestným občanem od 17. května 2001, mistr světa, trenér
- MUDr. Alois Pučalík, čestným občanem od 27. ledna 2005, skautský činovník
- Jiří Joura, kronikář Třebíče, čestným občanem od roku 2007
- MUDr. František Veselý, primář neurologie třebíčské nemocnice, čestným občanem od 20. srpna 2009
- MUDr. Josef Nováček, lékař, pediatr, zakládající člen ROTARY klubu Třebíč[7], čestným občanem od roku 2011
- PhDr. Rudolf Fišer, historik[7], čestným občanem od roku 2011
- Josef Kremláček, malíř, ilustrátor, čestným občanem od roku 2012
- Antonín Kalina, válečný hrdina, čestným občanem od roku 2014
- František Mertl, výtvarník, čestným občanem od roku 2014
- Pavel Fried, perzekvovaný občan Třebíče během druhé světové války, čestným občanem od roku 2018[8]
- Miroslav Donutil, herec, čestným občanem od roku 2021[9][10]
- Oldřich Navrátil, herec, čestným občanem od roku 2022[11]
- Miloslav Mejzlík, herec, čestným občanem od roku 2023[12]

## Bývalí čestní občané města Třebíče
- Klement Gottwald (1896–1953), čestným občanem od 19. prosince 1945 do 19. září 2019, náměstek předsedy vlády, v roce 2019 bylo navrženo městu Třebíč zrušení čestného občanství, k tomu při prvních pokusech nedošlo[13], protože dle názoru právníků zemřelá osoba již není čestným občanem.[14], v září roku 2019 bylo čestné občanství přesto odejmuto usnesením zastupitelstva města[15]

## Držitelé Ceny města Třebíče
Cena města Třebíče je udělována od roku 2009, od roku 2020 má cena novou podobu, kterou navrhl kovář Pavel Tasovský.
- MUDr. František Veselý, zachránce a dokumentátor třebíčských památek, primář neurologie třebíčské nemocnice, držitelem ceny města Třebíče od roku 2009
- partnerské město Oschatz, držitelem ceny města Třebíče od roku 2009
- partnerské město Lilienfeld, držitelem ceny města Třebíče od roku 2009
- Vlastimil Toman, akademický malíř a grafik, držitelem ceny města Třebíče od roku 2010
- Vladimír Werl, mistr knižní vazby, držitelem ceny města Třebíče od roku 2010
- Stanislav Vrška, autor modelů historické Třebíče, držitelem ceny města Třebíče od roku 2011
- Mgr. Pavel Svoboda, atletický trenér a pedagog, držitelem ceny města Třebíče od roku 2011
- Marie Nejedlá, kulturní pracovnice, držitelem ceny města Třebíče od roku 2011
- Oldřich Navrátil, herec, držitelem ceny města Třebíče od roku 2012
- Emanuel Ranný, výtvarník a grafik, držitelem ceny města Třebíče od roku 2012
- Jaromír Čejka, rozhodčí, držitelem ceny města Třebíče od roku 2013
- Mgr. Miloslav Mejzlík, herec, držitelem ceny města Třebíče od roku 2013
- MUDr. Miloš Chmelíček, lékař, držitelem ceny města Třebíče od roku 2014
- Luboš Kressa, disident a výtvarník, držitelem ceny města Třebíče od roku 2014
- František Sklenář, signatář Charty 77, za celoživotní demokratické postoje, držitelem ceny města Třebíče od roku 2014
- MgA. Zdeněk Otto Braunschläger, herec, rozhlasový moderátor, držitelem ceny města Třebíče od roku 2015
- Věra Nerušilová, herečka a zpěvačka, držitelem ceny města Třebíče od roku 2015
- Miroslav Donutil, herec, držitelem ceny města Třebíče od roku 2016
- Jiří Pecha, herec, držitelem ceny města Třebíče od roku 2017[17]
- Pavel Navrkal, publicista, držitelem ceny města Třebíče od roku 2018[18]
- Jaromír Šofr, režisér, držitelem ceny města Třebíče od roku 2019[19]
- Helena Kružíková, herečka, držitelem ceny města Třebíče od roku 2020[16]
- Josef Špelda, kameraman, držitelem ceny města Třebíče od roku 2020[16]
- Karel Čapek, hokejový trenér, držitelem ceny města Třebíče od roku 2020[16]
- Boris Baromykin, fotograf, kameraman a režiséř, držitelem ceny města Třebíče od roku 2021[9]
- Patrik Eliáš, hokejista, držitelem ceny města Třebíče od roku 2022[20]
- Miloslav Kopečný, herec, držitelem ceny města Třebíče od roku 2022[20]
- Pavel Heřman, fotograf, starosta města, držitelem ceny města Třebíče od roku 2023[21]
- Václav Šalbaba, scénograf, hokejista, držitelem ceny města Třebíče od roku 2023[21]
- Vojtěch Kolařík, dirigent, skladatel, držitelem ceny města Třebíče od roku 2023[21]
- Vlasta Zahrádka (Vlastimil Zahrádka), zpěvák, držitelem ceny města Třebíče od roku 2024[22]
- Stanislav Houzar, geolog a muzejní pracovník, držitelem ceny města Třebíče od roku 2024[22]
- Jiří Šámal, kameraman, držitelem ceny města Třebíče od roku 2024[22]
- Andrea Klementová, plavkyně, držitelkou ceny města Třebíče od roku 2024[22]
- Lubor Herzán, architekt, držitelem ceny města Třebíče od roku 2024[23]

## Držitelé slavnostní plakety k výročí založení třebíčského kláštera 1101–2001

### Historikové a vědci
- PhDr. Rudolf Fišer
- Jiří Joura
- PhDr. Otmar Urban
- Ing. Rudolf Nespavec

### Umělci
- Miroslav Donutil
- Jan Havran
- Božena Kjulleněnová
- Boris Kjulleněn
- Josef Kremláček
- Emanuel Ranný
- Vlastimil Toman
- Vladimír Werl

### Za všeobecné zásluhy
- Jiří Komenda
- Bohumír Pavlík
- Mohamed Ali Přemysl Šilhavý
- Ing. Evžen Žamberský

### Za práci s mládeží
- Libuše Bublanová
- Josef Bublan
- Mgr. Květoslava Burešová
- Zdena Herzánová
- Ing. arch. Jiří Herzán
- MUDr. Alois Pučalík
- Ing. Otakar Veselý

### Duchovní
- Miroslav Mužík
- Jan Trusina

### Sport
- Doc. PhDr. Vladimír Bouzek
- Naděžda Dobešová
- Patrik Eliáš
- Ing. František Konvička
- JUDr. Miroslav Sláma
- Tomáš Zelenka

### In memoriam
- plk. Jan Bartejs
- Dr. Antonín Bartušek
- Antonín Čeloud
- Msgr. František Doležel
- Josef Gerža
- Ing. Alois B. Herzán
- kpt. Stanislav Huňáček
- Jan Charvát
- Metoděj Charvát
- Antonín Kokeš
- škpt. Emanuel Krajina ml.
- por. Bedřich Kružík
- RNDr. Zdeněk Kvíz, CSc.
- Vladimír Lavický
- Jindřich Lorenz
- JUDr. Jiří Novosad
- prof. Ladislav Novák
- Alois Pekárek
- PhDr. Vincent Sameš
- páter Josef Sládek
- por. Jindřich Svoboda
- Josef Vaněk

## Držitelé ocenění za přínos k zapsání třebíčských památek na seznam UNESCO
- Mgr. Michal Beneš
- Ing. Marie Černá
- Mgr. Karel Dvořáček
- PhDr. Rudolf Fišer
- Ing. arch. Lubor Herzán
- MVDr. Pavel Heřman
- Ing. Pavel Janata
- Ing. arch. Jaroslav Klenovský
- Ing. arch. Věra Kučová
- Doc. PhDr. Jiří Kuthan, DrSc.
- Doc. JUDr. PhDr. Dobroslav Líbal, DrSc. (in memoriam)
- Doc. Ing. Zdeněk Matějka, DrSc.
- Bohumír Pavlík (in memoriam)
- MUDr. František Veselý
- Stuart W. Bass